# Nectalí Vizcaíno
Nectalí Vizcaíno (Soplaviento, Bolívar, Colombia; 8 de julio de 1977) es un exfutbolista colombiano. Jugaba como defensor y se retiró en el Cortuluá de Colombia.

## Clubes
| Club             | País     | Año       | Partidos | Goles |
| ---------------- | -------- | --------- | -------- | ----- |
| Santa Fe         | Colombia | 2000-2002 | 12       | 0     |
| Equidad          | Colombia | 2006-2008 | 80       | 2     |
| Atlético Huila   | Colombia | 2009-2010 | 29       | 0     |
| Liga de Loja     | Ecuador  | 2011      | 37       | 5     |
| Deportivo Espoli | Ecuador  | 2012      | 33       | 5     |
| Bogotá FC        | Colombia | 2013-2014 | 52       | 9     |
| Cortuluá         | Colombia | 2014      | 22       | 1     |

## Palmarés

### Campeonatos nacionales
| Título    | Club       | País     | Año  |
| --------- | ---------- | -------- | ---- |
| Primera B | La Equidad | Colombia | 2006 |